# シロンスク・ピャスト家

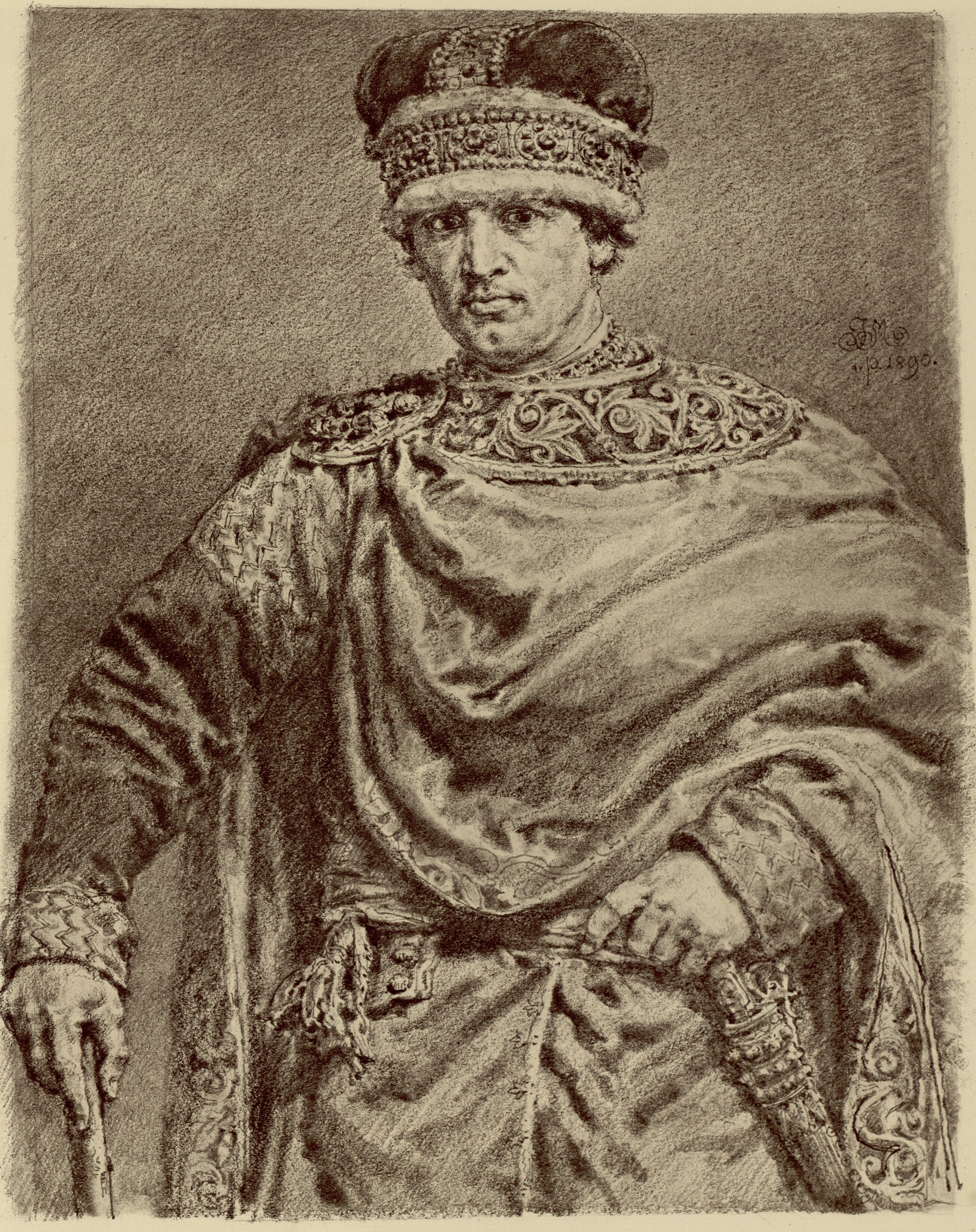
ヴワディスワフ2世（亡命公）

シロンスク・ピャスト家（ポーランド語：Piastowie śląscy；ドイツ語：Schlesische Piasten）は、ポーランドのピャスト家の嫡系。ポーランド公ボレスワフ3世（曲唇公）の長男ヴワディスワフ2世（亡命公）を始祖とする。

## 最初の試練

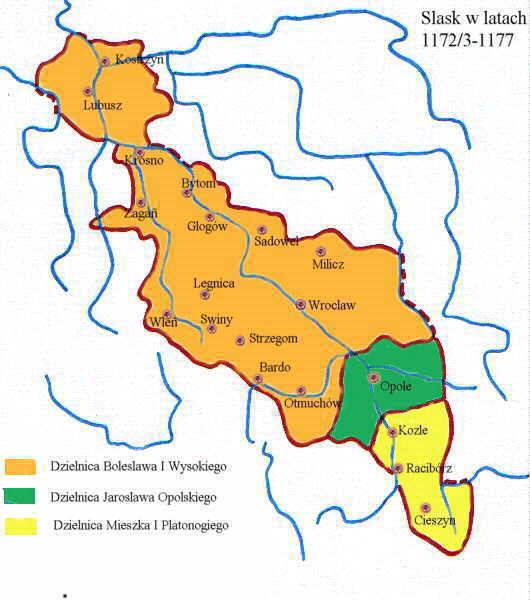
ヴワディスワフ2世の息子達に分割されたシロンスク公国

シロンスク・ピャスト家の王冠のない黒鷲の紋章

シロンスク・ピャスト家の黄金の鷲の紋章

ボレスワフ3世の遺言により、ヴワディスワフ2世はシロンスク公国を世襲領地として相続したほか、ピャスト家の長子としてクラクフ長子領をも与えられた。1145年、ヴワディスワフ2世はポーランド全域を支配下におさめようと試みたが弟達に敗北し、義兄のローマ王コンラート3世が王城を構えるテューリンゲンのアルテンブルクに亡命した。シロンスク及び長子領は、マゾフシェ公国を支配していた異母弟ボレスワフ4世（巻毛公）が支配することになった。
同年、コンラート3世はヴワディスワフを復権させようとしたが、失敗に終わった。1157年、コンラート3世の後継者である神聖ローマ皇帝フリードリヒ1世はボレスワフ4世を打ち破ったが、ボレスワフ4世が臣従したため、シロンスク問題が両者の和平条約で言及されることはなく、ヴワディスワフ2世はポーランドに帰国することのないまま、1159年に死んだ。
1163年、フリードリヒ1世はボレスワフ4世に圧力をかけ、ヴワディスワフ2世の世襲領であるシロンスクを3人の息子ボレスワフ、ミェシュコ、コンラトに返還させた。シロンスクはポーランドの長子権（君主権）の下におかれたままだったが、シロンスク公家の兄弟達はフリードリヒ1世に年貢を支払わねばならなかった。また、ポーランドの首位の公であるボレスワフ4世はヴロツワフ、オポーレ、グウォグフ、ラチブシュ、レグニツァなどシロンスクの最も重要な地域を支配したままだったが、シロンスクの諸公は1166年になってようやくこれらの地域を取り戻した。
三兄弟はおそらく1172年までシロンスクを共同統治し、その後公国を分割相続した。ボレスワフ1世はヴロツワフ、オポーレ、レグニツァを、コンラトはジャガン、グウォグフ、クロスノを、そしてミェシュコ1世は最も小規模なラチブシュとチェシンをそれぞれ獲得した。ボレスワフ1世は聖職者になる予定のコンラトがフルダで学んでいる間その領地を代わりに支配し、コンラトが早死するとその遺領を自分の領国に併合した。一方のミェシュコ1世は、叔父のカジミェシュ2世（正義公、ボレスワフ4世の同母弟）からビトムとオシフィエンチムを与えられ、兄ボレスワフ1世の死後にオポーレをも入手して、自らの公国を拡張していった。
1202年、ミェシュコ1世と甥でボレスワフ1世の息子ヘンリク1世は、相手とその子孫を自分の公国に対する相続権から除外するという取り決めを行ったが、この取り決めはグルヌィ・シロンスク（高地シロンスク）が独立的な地位を得るうえで大きな役割をはたすことになった。同年、ポーランドにおける長子権（君主権）が廃止され、シロンスクの諸公国は独立国家となった。

## ポーランド王位回復の悲願

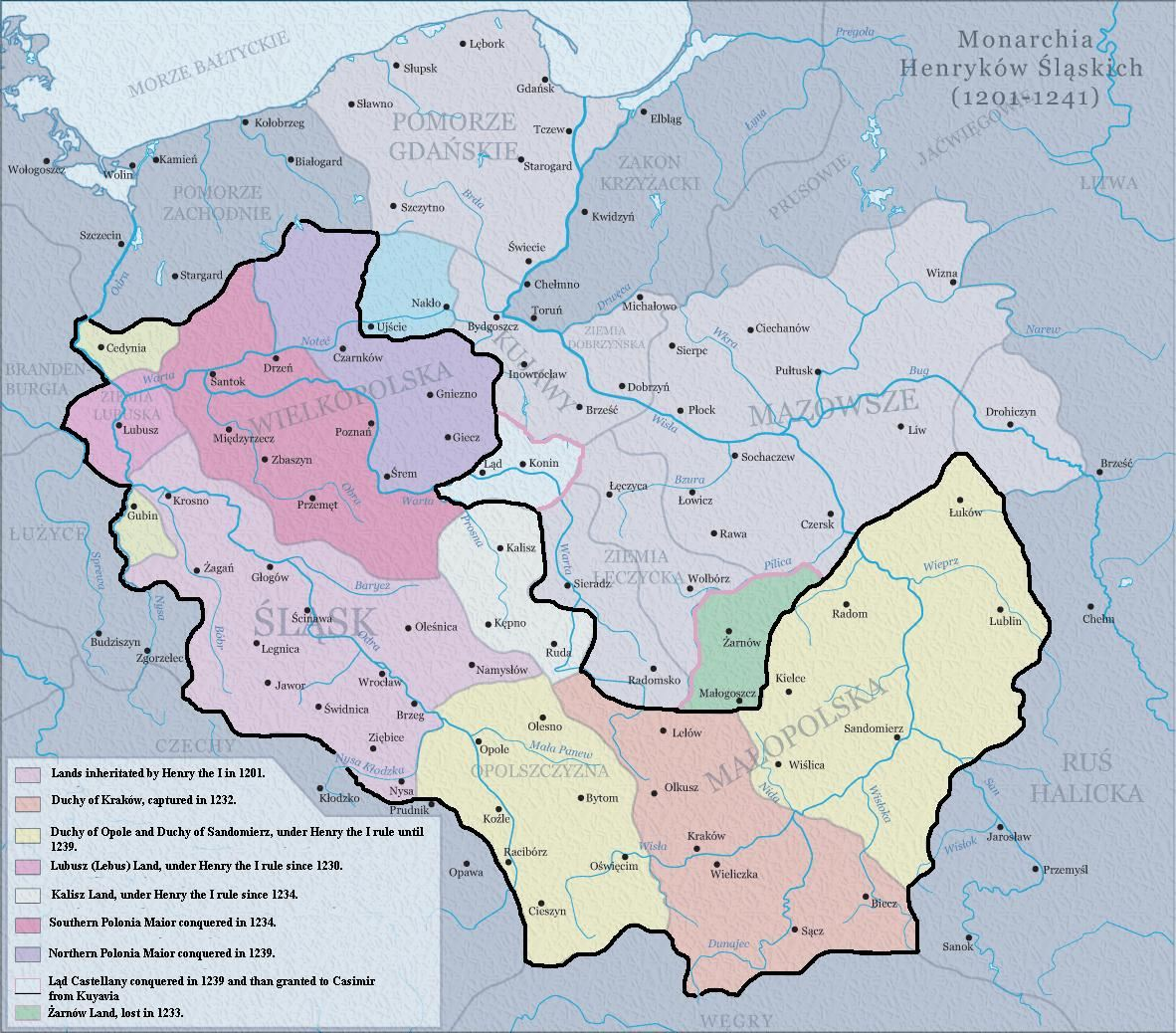
シロンスクのヘンリク父子の王国

ヘンリク1世はポーランド国内の紛争に積極的に介入し、着実に自分の領国を拡げていった。ヘンリク1世は、1229年にクラクフ長子領を獲得する以前から、ヴィエルコポルスカを自分の支配領域に組み込むべく努力を続けていた。彼は13世紀の始め以後、ヴィエルコポルスカを領する大叔父ミェシュコ3世（老公）の子孫との争いを絶え間なく続けていた。1234年、ヘンリク1世はついにヴィエルコポルスカ地域の半分を支配下に収めた。幼少の諸公の後見人として、ヘンリク1世はオポーレとサンドミェシュの支配権をも手に入れた。
しかしその政治目標はさらに高みを目指していた。ヘンリク1世はただ自分の領国を拡げただけではなく、自分の支配領域を中心地域として、ポーランド王国を復活させようと企んでいたのである。彼は1232年にマウォポルスカのクラクフ公となり、この権利によってポーランドの首位の公（君主）の称号を得た。ヘンリクは自分の「王国」をポーランドの領域外にまで拡張し、バルニムとテルトウ（一時的に支配）、低地ルサティアの一部などを支配した。しかし、努力も空しくポーランド王として戴冠することはできなかった。
ボレスワフ2世の没落以後、忘れられたも同然になっている国王戴冠の復活は、ヘンリク1世の晩年の治世を支えていた長男ヘンリク2世（敬虔公）の手に委ねられた。1238年に死んだ同名の父の後を継いだヘンリク2世は、初期のピャスト家の諸王に匹敵する大器だった。父の大変に優れた政策を踏襲し、父とは事あるごとに対立してきた聖職者達を味方に引き入れた。
ヘンリク2世は義弟のボヘミア王ヴァーツラフ1世と強固な同盟関係を築き、野心家のポモージェ公バルニム1世に対抗して自らのヴィエルコポルスカにおける立場を強め、レブス城を攻撃してきたブランデンブルク辺境伯とマクデブルク大司教を撃退した。そして一族の古い伝統を踏襲して、ヘンリク2世は聖座の庇護下に入り、この同盟関係に基づいてフリードリヒ2世と敵対した。もしこのまま順調に経過していけば、ヘンリク2世は確実に自分の「王国」の独立と威信を保つことが出来たに違いない。ドイツとの結びつきの強さも、何の問題にもならなかったはずである。

### モンゴルのポーランド侵攻
しかし、予期せぬ事態によって計画が水泡に帰すことになった。1241年、彼はモンゴルのポーランド侵攻を押しとどめるため、レグニツァの戦いにおいてキリスト教世界の悲劇の英雄として死んだからである。彼の死は、シロンスク・ピャスト家にとって致命的な痛手であった。

## 分裂、ボヘミアへの接近

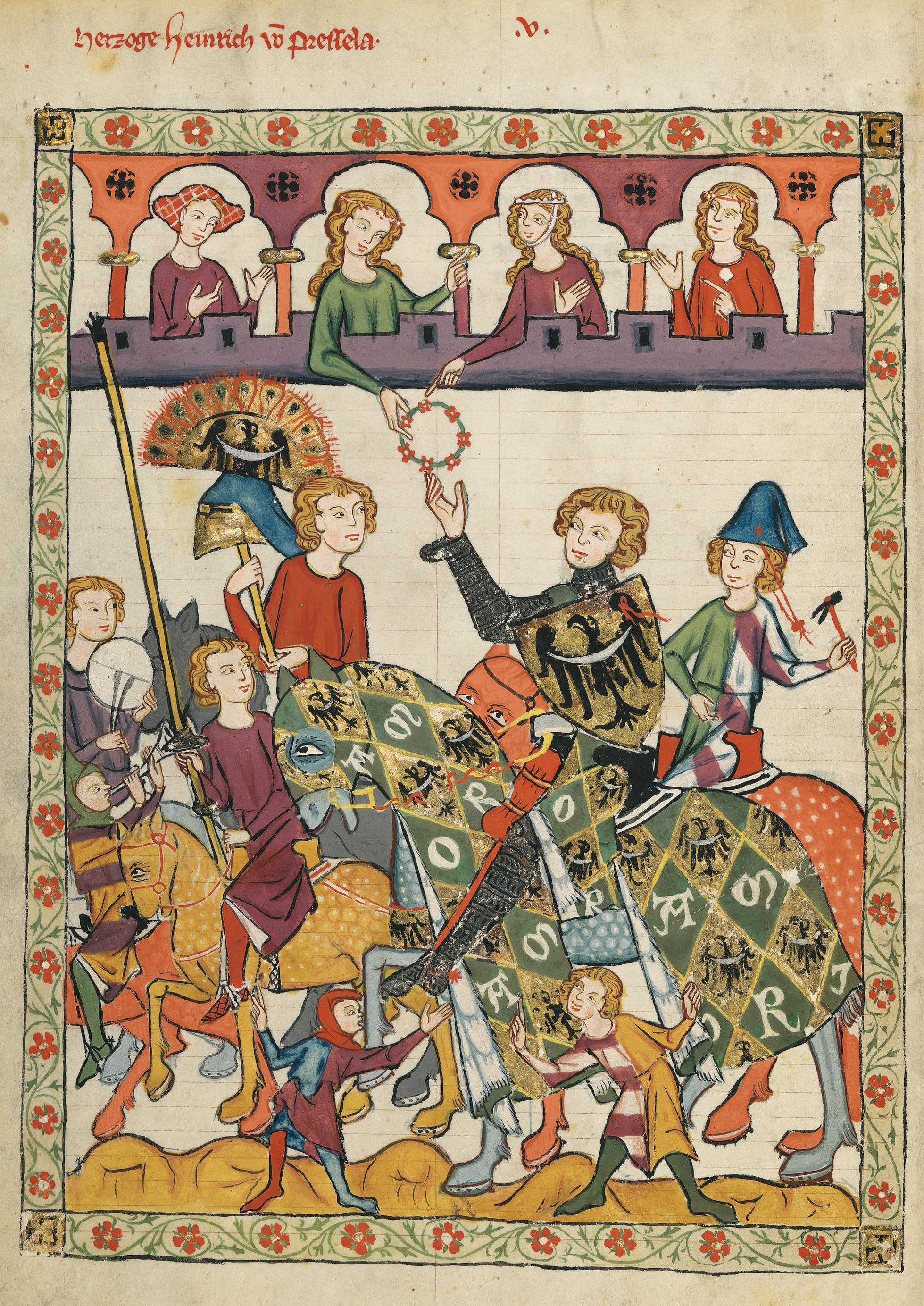
ヘンリク4世の宮廷

ヘンリク2世の死後はその長男ボレスワフ2世が後を継ぎ、同時に未成年の弟達を後見した。一族の男子は全員平等に相続権を有するため、ボレスワフ2世の単独統治も弟達が成年に達するとともに終わり、1248年ないし1251年に公国の分割相続が行われた。ボレスワフ2世はレグニツァ公国を、コンラト1世はグウォグフ公国をそれぞれ創設し、ヘンリク3世（波: Henryk III Biały）は後にザルツブルク大司教となるヴワディスワフ・ヴロツワフスキ（波: Władysław wrocławski）と共に父祖伝来のヴロツワフ公国を保持した。
次の世代でも領国の分割相続が行われた。レグニツァからはヤヴォルとルヴヴェクが、グウォグフからはジャガンとシチナヴァがそれぞれ分領公国として自立した。そのまた次の世代でも、ヴロツワフからはブジェクが、ヤヴォル＝ルルヴェクからはシフィドニツァとジェンビツェが、グウォグフからはオレシニツァが分立した。ミェシュコ1世によって創設された公国は、公爵の居城のあるオポーレにちなみオポーレ公国と呼ばれていたが、こちらも本家筋のヴロツワフ公国より1世代後には分裂が始まった。ミェシュコ1世の孫であるヴワディスワフ・オポルスキの4人の息子たちは、公国をオポーレ、コジュレ＝ビトム、ラチブシュ及びチェシンに分裂させた。次の世代でも分割相続が行われ、オポーレはオポーレ、ニェモドリン、スチェルツェ・オポルスキェの3地域に、コジュレ＝ビトムもやはりコジュレ、ビトムおよびトシェクの3地域に、チェシンはチェシンとオシフィエンチムの2地域にそれぞれ分かれた。
こうした領土分割はしばしば激しく紛争を巻き起こし、時にそれは軍事紛争へと発展した。この争いにはシロンスクの諸勢力のみならず、隣接地域であるポーランド、ボヘミアから来た彼らの支持者達も加わっていた。ポーランドとの結びつきが薄れる一方でボヘミアとの政治的な紐帯がだんだんと強まっていったが、この動きは東方植民に起因するシロンスクの内的変化を反映した結果でもあった。
ボヘミアへの接近はピャスト家の公爵達が亡命先から戻ってきた時に既に始まっていた。ヴロツワフ公ヘンリク4世（高潔公）は、ポーランドとボヘミアとの係争地域に領国をもつシロンスク諸公の模範例といえた。父ヘンリク3世が死ぬと、ヘンリク4世はボヘミア王オタカル2世のプラハ宮廷で養育されて後見を受けていた。ヘンリク4世はオタカル2世の死後、幼い息子ヴァーツラフ2世の代理人の地位を得ることはできなかったが、ローマ王ルドルフ1世から保障としてクウォツコを与えられ、神聖ローマ帝国伯爵に叙せられ、自分の公国を帝国の封土として認めてもらった。ヘンリク4世はシロンスクの最有力の諸公となったばかりか、マウォポルスカのドイツ人勢力の支援を得てクラクフ公位を獲得し、ポーランド君主の座についた。彼は当初ヴァーツラフ2世を自分の後継者にしようと考えたが、死の床で意志を翻し、ヴロツワフを従弟のグウォグフ公ヘンリク3世、クラクフをヴィエルコポルスカ公プシェミスウ2世に譲渡し、クウォツコはボヘミアに返還した。

## ボヘミアの封臣、衰退

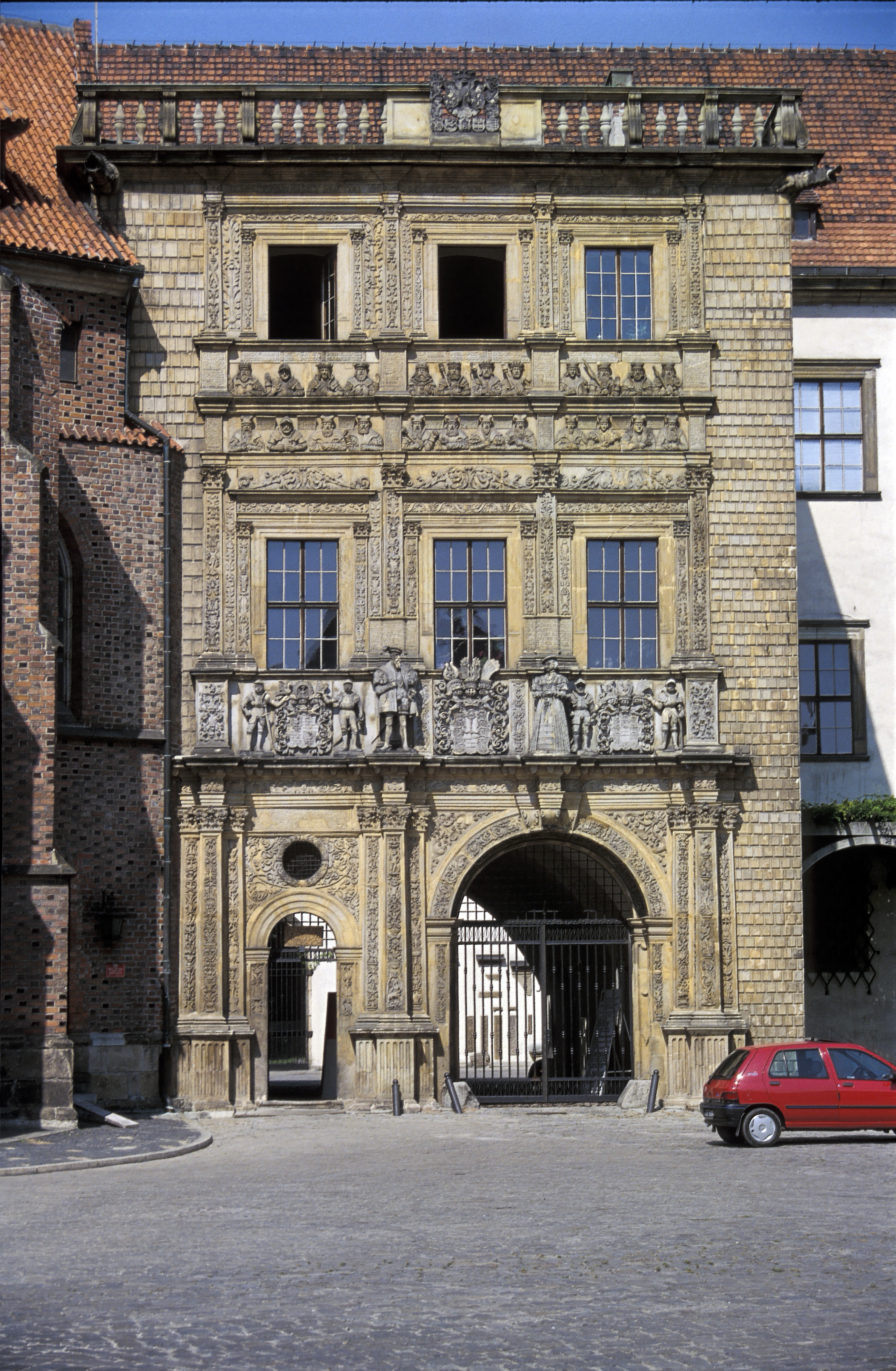
シロンスク・ピャスト家がブジェクに建てた城の門楼（1554年から1560年に建築）、シェモヴィトからレグニツァ公フリデリク2世までのピャスト家歴代の支配者たちの彫像で飾られている

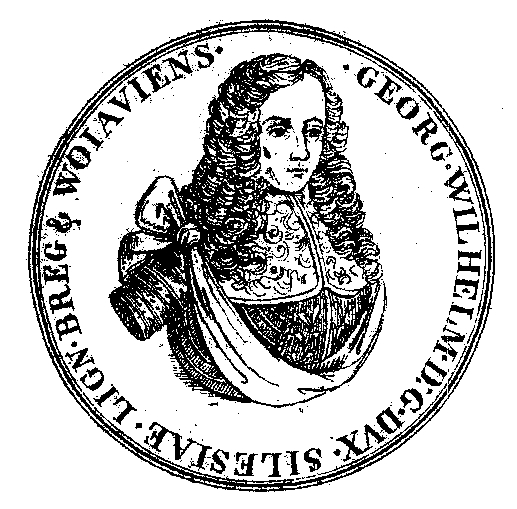
シロンスク・ピャスト家の最後の嫡出男子、レグニツァ公イェジ・ヴィルヘルム

プシェミスウ2世がポーランドを統一すると、弱小なシロンスクの諸公達は自分達を庇護してくれる強大な同盟者と結ぶ必要に迫られた。彼らはポーランド国家から分離し、ボヘミア王冠に属する臣下となることを選んだ。
ボヘミア王兼ポーランド王ヴァーツラフ3世が暗殺されると、ボヘミア王位継承要求者達が次々に現れたのと同様に、ポーランド王位に関しても大勢のピャスト家の諸公達が後継者に名乗りを挙げた。1327年、ボヘミア王ヨハンはポーランド王位を獲得するためポーランドに侵攻した。ハンガリー王カーロイ1世の介入を受け、ヨハンはマウォポルスカから引き揚げたものの、帰途にグルヌィ・シロンスク（高地シロンスク）を領するピャスト家の公爵達に自分の宗主権を認めさせた。1327年2月、ポーランド領グルヌィ・シロンスクに属していた5つの公国がボヘミア王の封臣となった。ニェモドリン公国、チェシン公国、ラチブシュ公国、コジュレ＝ビトム公国、オシフィエンチム＝ザトル公国である。4月にはオポーレ公国とヴロツワフ公国もボヘミア王冠の属国となることを認めた。
1329年、ヴワディスワフ1世（短躯王）はドイツ騎士団との戦争に乗り出した。ドイツ騎士団の背後についていたのは、今やマゾフシェとドルヌィ・シロンスク（低地シロンスク）の諸公をも封臣として従えていたボヘミア王ヨハンだった。1329年の4月から5月にかけ、ドルヌィ・シロンスクの諸公国は次々にボヘミア王冠に従属することを決めた。シチナヴァ、オレシニツァ、ジャガン、レグニツァ＝ブジェク及びヤヴォルである。1331年、グウォグフ公国もまたポーランドの領域から分離した。
シロンスク・ピャスト家の最後の独立諸公となったシフィドニツァ公ボルコ2世は1368年に死んだ。彼の未亡人アグネスはシフィドニツァ公国を1392年に死ぬまで統治していた。ボルコ2世とその寡婦の死後、シロンスク・ピャスト家の諸公全員が、主権を保ちつつもボヘミア王冠の封臣身分となった。
ボヘミア王ヨハンは1335年、ポーランド王カジミェシュ3世（大王）がシロンスクに対する要求権を放棄するのを条件に、自らが続けてきたポーランド王位要求を取り下げた。この取り決めはトレンチーンの和約の締結、及び1339年のヴィシェグラード会議の追認で公式のものとなった
。
きわめて狭小な分領公国への分裂は、威信と権力の凋落をまねく結果となった。多くのシロンスク・ピャスト家の諸公達は、今やいささか身に余る諸特権を授けられた田舎の大地主に過ぎなくなっていた。シロンスク・ピャスト家の公爵の中には、グウォグフ＝ジャガン公ヤン2世のように傭兵隊長として諸外国に仕えた者もいれば、同族のヘンリク9世のように、ゴリアールをしながらヨーロッパ中を放浪した者もいた。チェシン公プシェミスワフ1世、オポーレ公ヴワディスワフ・オポルチクのようにボヘミア王家とハンガリー王家に家臣として活動する例もあった。13世紀、14世紀のシロンスク・ピャスト家の人々は、ドイツをはじめとする諸侯またはヨーロッパの王族の家系と通婚するのが普通だったが、後世になると諸侯より低い出自の貴族と結婚したり、はては富裕市民の娘と結婚する例も出た。
シロンスク・ピャスト家はプロテスタント信仰を選ぶことによって、その威信を再び手に入れることが出来た。1526年以降シロンスクを支配していたカトリックの擁護者ハプスブルク君主国に対抗するため、一門の公爵達はホーエンツォレルン家のようなプロテスタントの支配者家系と血縁関係を結ぶことで、政治的な支援を受けようとしたのである。彼ら一族による最後の独自の政策と言えるものは、1526年にレグニツァ公フリデリク2世がボヘミアの次期国王候補となったこと、1668年にレグニツァ公フリスティアンがポーランド次期国王候補になったことなどである（ポーランドの国王自由選挙には、1668年以前にも何度か候補者を出した）。
15世紀から17世紀の間に、シロンスク・ピャスト家から出た数多くの公爵家は次々に絶えていった。1532年にオポーレのヤン2世（善良公）が死ぬと、グルヌィ・シロンスクの大部分がボヘミア王国の直接統治におかれた。1675年、嫡出としては最後のシロンスク・ピャスト家の男子となるレグニツァ公イェジ・ヴィルヘルム（ゲオルク・ヴィルヘルム）が亡くなった。1706年にはシロンスク・ピャスト家最後の男子であるフェルディナント2世・ホヘンステイン男爵が没し、翌1707年のイェジ・ヴィルヘルムの姉カロリーナ（シャルロッテ）の死によって、ピャスト家に属する者は1人もいなくなった
。

## シロンスク・ピャスト家とポーランド
シロンスク・ピャスト家はポーランド最初の王朝の嫡系という立場にあった。一族がポーランドの分裂後もポーランド国家内の出来事に強い関心を寄せ続けた理由は、そこにあるといえる。イギリスの歴史家ノーマン・デイヴィスによれば、王族であるピャスト家の諸公全員のポーランド国家への忠誠心が、単一の教会組織と同様に、分裂状態にあったポーランド王国の一体性を保障したという。デイヴィスは、ポーランドからの決別は彼ら一族の「意志」だったのではないかとする疑いは、一族がその後もポーランドでの諸事に参加しているという事実によって否定されると考えている。彼は、シロンスクの公爵達が、ポーランド国内に残った親族達との関係を断っていなかったとも述べている。その最も明らかな証拠と言えるのが、13世紀にヘンリク1世、ヘンリク2世、ヘンリク4世と3人のシロンスク諸公が、クラクフ長子領の支配権を得てポーランド君主の称号を手にしているという事実である。
デイヴィスの意見では、シロンスクのドイツ化は必ずしもポーランドからの分離の意志の表れと受け取ることは出来ない。デイヴィスは、ドイツ化はシロンスク・ピャスト家の人々がポーランド国内における野心を満たすために選んだ方便の一つだったことを示唆している。ドイツ人入植者の計画的な誘致はシロンスクの強大化をもたらし、シロンスク・ピャスト家がクラクフ長子領を支配するための権力を築いた。シロンスク・ピャスト家によるクラクフ支配の野心が挫折したとき、彼ら一族は自分達の支配地域に他地域とは異なる道を歩ませようと決めたのである
。